# Globocassidulina
Globocassidulina es un género de foraminífero bentónico de la subfamilia Cassidulininae, de la familia Cassidulinidae, de la superfamilia Cassidulinoidea, del suborden Buliminina y del orden Buliminida. Su especie tipo es Cassidulina globosa. Su rango cronoestratigráfico abarca desde el Eoceno superior hasta la Actualidad.

## Discusión
Clasificaciones previas incluían Globocassidulina en el suborden Rotaliina del orden Rotaliida.

## Clasificación
Globocassidulina incluye a las siguientes especies:
- Globocassidulina globosa

Un listado completo de las especies descritas en el género Globocassidulina puede verse en el siguiente anexo.